# متی لی
متی لی (انگلیسی: Matty Lee؛ زادهٔ ۵ مارس ۱۹۹۸) شیرجه‌رو اهل بریتانیا است.
وی در مسابقات کشوری و بین‌المللی در مجموع برندهٔ ۸ مدال طلا، ۵ مدال نقره، ۴ مدال برنز شده‌است.